# Achel (bier)

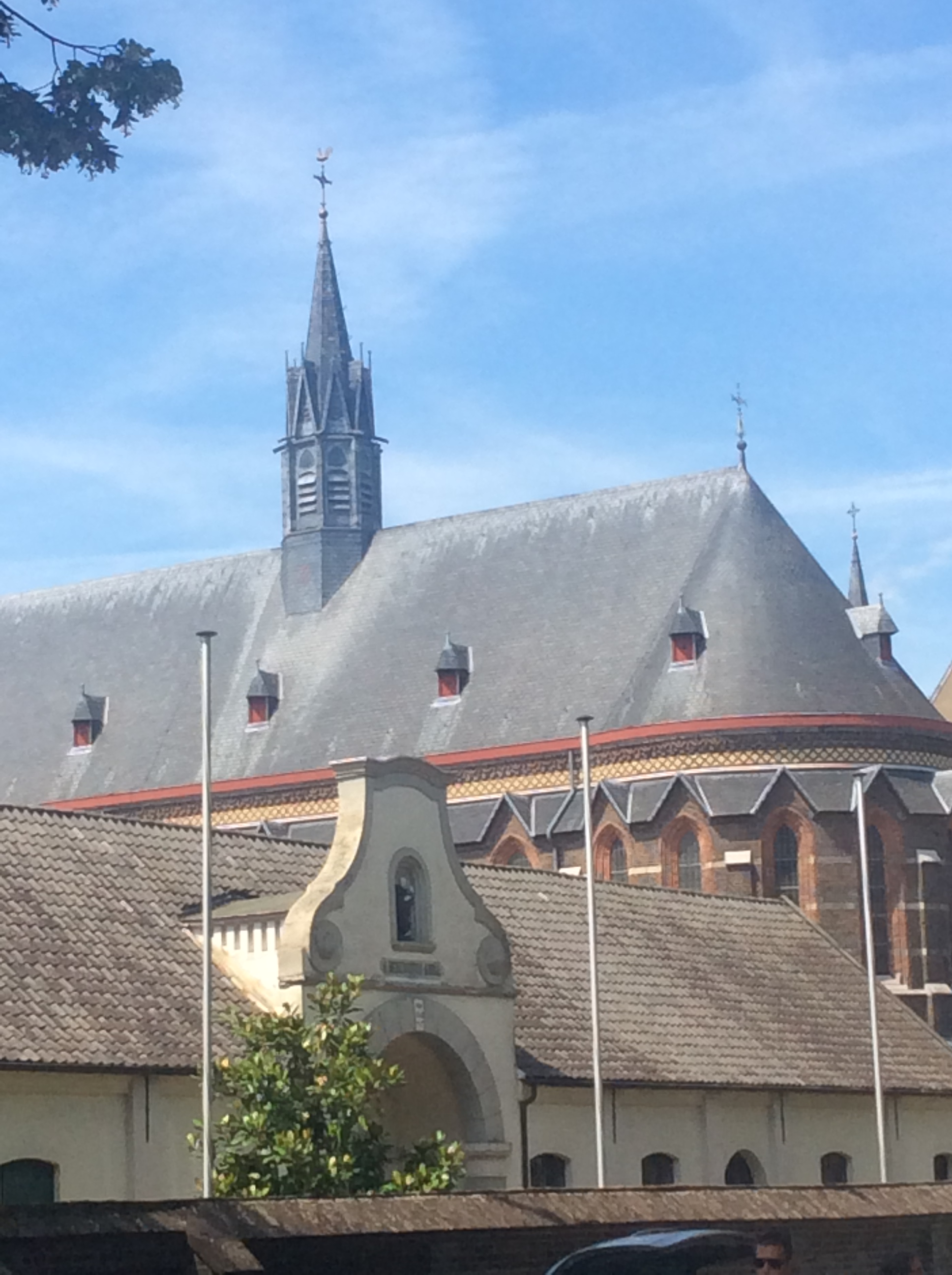
Ingang van de abdij

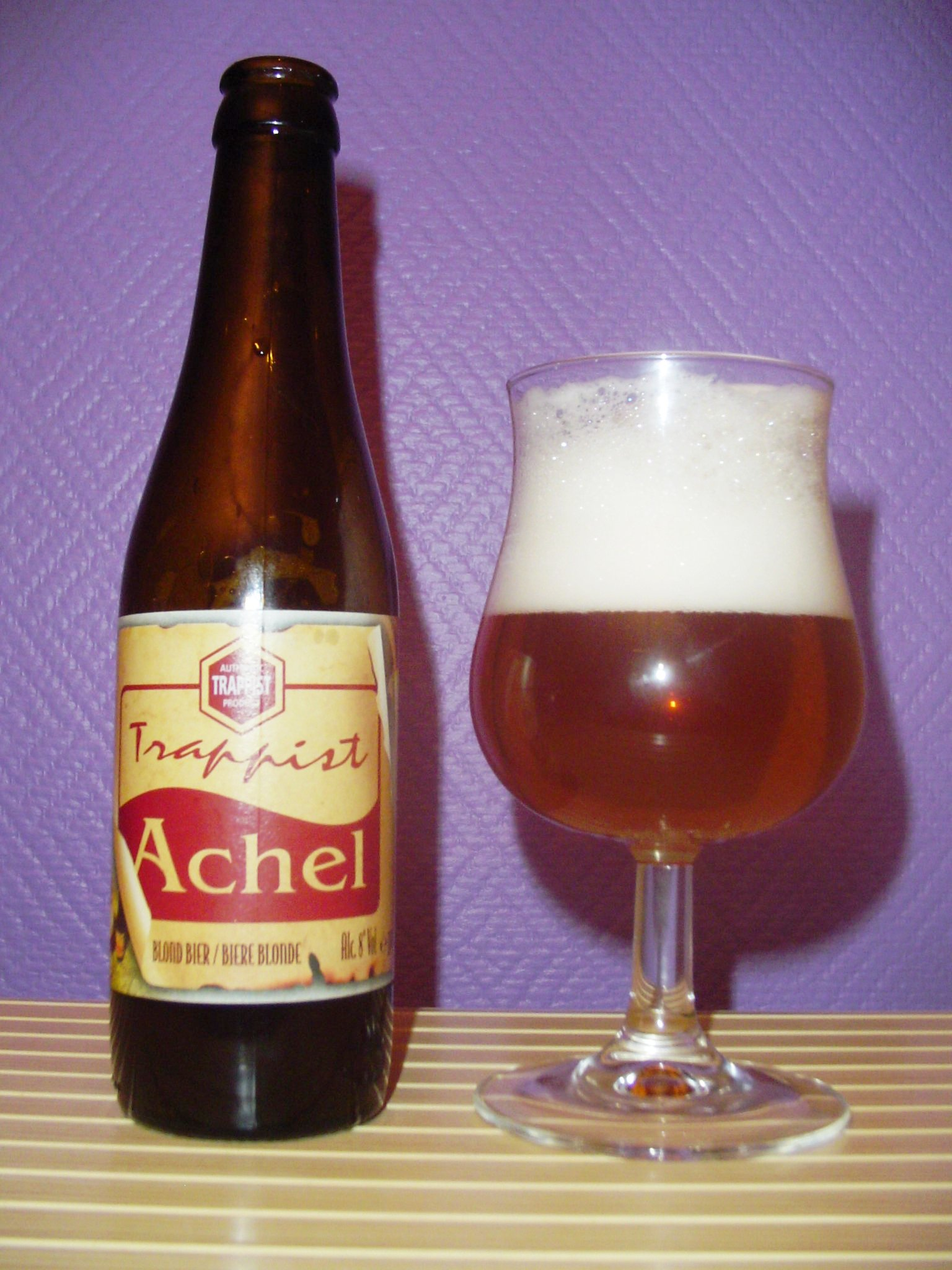
Achel 8 Blond met glas.

Achel wordt gebrouwen in de huisbrouwerij van de trappistenabdij De Achelse Kluis in Hamont-Achel. Het was een trappistenbier tot aan de verkoop van de abdij in januari 2023.

## Geschiedenis
Toen eind jaren 1990 de laatste niet-Belgische trappistenbrouwerij, het Nederlandse La Trappe, haar licentie kwijtraakte wegens een samenwerkingsovereenkomst met Bavaria, trok de vereniging van trappistenbrouwers aan de alarmbel. Slechts vijf abdijen brouwden nog. Van deze vijf is de abdij van Westmalle verreweg de grootste door haar relatief zware investeringen in reclame.
De monniken van Westmalle herinnerden zich de kleine abdij van Hamont-Achel, die in 1851 was opgericht. Net als de meeste, toen nog wijdvertakte benedictijnenabdijen verbouwde ook deze abdij al gauw haar eigen gewassen en werd er acht jaar later, in 1859, bier, kaas en brood gemaakt. Tijdens de Eerste Wereldoorlog werd de abdij grotendeels verwoest en in 1917 werd het koper van de brouwketels geconfisqueerd en omgesmolten tot munitie. Omdat de abdij op naam stond van twee trappisten met de Nederlandse nationaliteit wees de Belgische overheid na de oorlog een aanvraag voor vergoeding van oorlogsschade af. Pas in 1997 werden door de abdij van Westmalle de benodigde fondsen vrijgemaakt en personeel beschikbaar gesteld voor een nieuwe brouwerij in Achel. Het terug in productie brengen van het bier gebeurde onder impuls van Marc Gallant, de toenmalige abt van Achel.
In de zomer van 2020 vertrokken de laatste monniken uit de abdij. Hierdoor verloren de bieren in januari 2021 hun Authentieke Trappistenlabel. Het bier bleef tot 25 januari 2023 wel een trappist aangezien de Sint-Benedictusabdij ressorteert onder de abdij van Westmalle, maar het verloor ook deze titel door de verkoop van de abdij aan de Belgische ondernemer Jan Tormans, eigenaar van de Tormans group.

## Producten
In 1998 zag de Achel 5 als eerste het licht, een blonde Ale van hoge gisting met een sterkte van 5 graden volumeprocent. Het was bedoeld voor de dagjesmensen die de bossen rond de Achelse Kluis bezoeken. Wandelaars en fietsers hebben geen behoefte aan een zwaarder bier. Kenners konden het bier minder waarderen. 
Een jaar later kwam de zwaardere Achel 7. Dit bier werd ook niet goed ontvangen door kenners. Een mengsel van deze twee brouwsels, de Achel 6, kreeg de eerste voorzichtige positieve reacties. Met de  introductie van Achel 8 in augustus 2001 ontstond een gewaardeerd bier.
De Achelse brouwerij brouwt vier bieren: Achel 8 Blond en Achel 8 Bruin zijn alleen op tap verkrijgbaar in de abdij zelf en op fles van 33 cl. Verder is er nog Achel Extra Bruin (9,5%) en sinds 2010 Achel Extra Blond (9,5%), beide afgevuld in flessen van 75 cl.